# Lovro Kuščević
Lovro Kuščević (Supetar, 2. kolovoza 1975.), hrvatski političar i bivši ministar uprave te bivši ministar graditeljstva i prostornog uređenja Republike Hrvatske.

## Životopis
Lovro Kuščević rođen je u Supetru 2. kolovoza 1975. godine. Po struci je diplomirani pravnik. Tri puta je biran za načelnika Općine Nerežišća. Poznat je po tome što je u svojoj općini osigurao 7000 kuna po novorođenom djetetu., ali isto tako je poznat po mutnim poslovima prenamjene zemljišta koji je svojoj obitelji i svojim prijateljima priskrbio silne milijune. 02.09.2019. mu je skinut saborski imunitet zbog nezakonitih poslova unutar općine Nerežišće po zahtjevu DORH-a.     
U razdoblju od 2012. do 2016. bio je predsjednik HDZ-ovog Nacionalnog odbora za prostorno uređenje i graditeljstvo. Osim hrvatskoga govori i engleski i talijanski.

## Vanjske poveznice
- Službene stranice Vlade RH